# Torsten Münchow

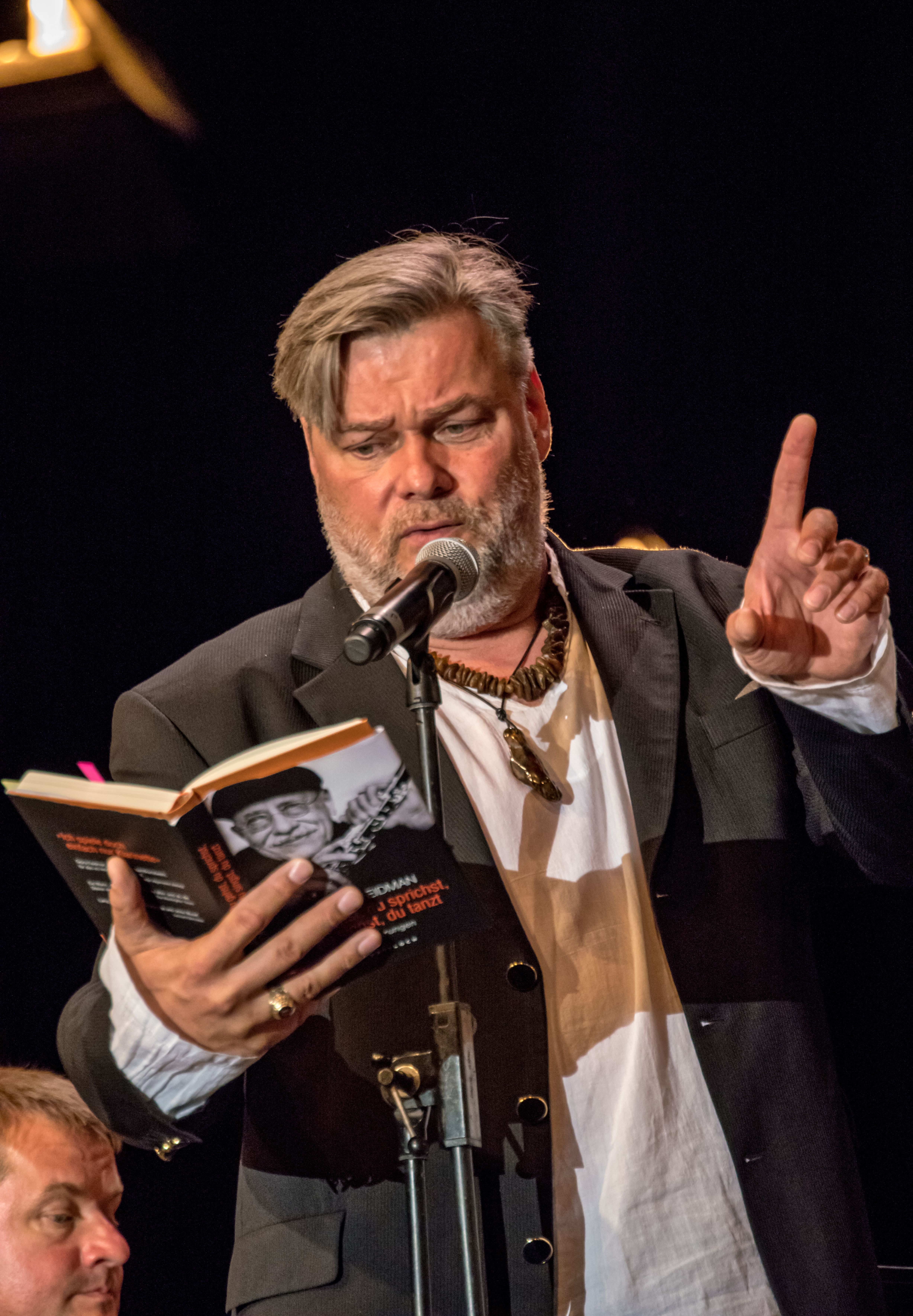
Torsten Münchow auf der Gala des ZMF 2016 in Freiburg

Torsten Lennie Münchow (* 15. Dezember 1965 in Berlin) ist ein deutscher Schauspieler, Synchronsprecher und Synchronregisseur.

## Leben
Torsten Münchow wurde vor seinen Geschwistern Christian und Birthe Münchow als erster Sohn des Schriftstellerehepaares Heinz Münchow (* 26. Mai 1929; Pseudonym: Torsten Koesselin) und Vera Münchow, geborene Ziske, geboren. Er lernte an der Hochschule für Musik und darstellende Kunst in Saarbrücken, an der Berufsfachschule für Schauspiel und Musical in Hamburg und war Gast an der State University of New York at Purchase. Danach spielte er an vielen deutschsprachigen Bühnen, unter anderem an den Kammerspielen Hamburg unter Ida Ehre, am Saarländischen Staatstheater, am Landestheater Schwaben, am Ernst Deutsch Theater, am Theater am Neumarkt, an den Theater Lübeck und dem Theater in der Josefstadt. Nach dem Fall der Mauer ging er in die DDR und inszenierte Liebestoll von Sam Shepard an der Vorpommersche Landesbühne in Anklam. 1997/98 leitete er das Space Dream Musical Theater/Berlin-Tempelhof. Von 2004 bis 2019 spielte er über 800 mal in der Erfolgskomödie Ladies Night den Norman am Fritz Rémond Theater/Frankfurt, an der Komödie im Bayerischen Hof/München, im Theater am Dom/Köln, Theater im Rathaus/Essen und in der Komödie Winterhuder Fährhaus/Hamburg. 2005 gründete er, zusammen mit Stefan Feiler, die jährlich wiederkehrenden Salzachfestspiele in Laufen und inszenierte 2007 Was ihr wollt und 2008 Jedermann The King. 2008 wurde am Rhein-Main-Theater in Niedernhausen auch das Michael Hirte – Singspiel Ein Wintermärchen aufgeführt, bei dem Münchow Buch und Regie verantwortete. 2009 übernahm er im Bayerischen Hof die Rolle des Flugkapitäns Helmut in der Komödie Männerhort von Kristof Magnusson. 2014 inszenierte Münchow am Theater am Schiffbauerdamm Sommer 14 von Rolf Hochhuth. 2016 verkörperte Münchow Ernest Hemingway in Hochhuths Einakter Tod eines Jägers, welcher seine Premiere am Wybrzeze Teatr in Danzig – zur deutschen Woche 2016 – hatte. 2017 inszenierte Münchow in seiner neuen Wahlheimat in Pommern in Polen Biedermann und die Brandstifter von Max Frisch am Nowy Teatr im. Witkacego w Słupsku/Stolp.
Neben seiner Bühnentätigkeit steht Münchow auch für Film und Fernsehen vor der Kamera, so etwa für die Kinofilme Keep on running, Schattenspiel, Der Film Deines Lebens, Dirty Sky von Claude-Oliver Rudolph und Fernsehserien wie Der Alte, Derrick, Tatort und Der Landarzt. Bekanntheit beim deutschsprachigen Fernsehpublikum erlangte Münchow Mitte der 1990er Jahre in der Rolle des bösen LKW-Fahrers Cash Ransbeck in der Fernsehserie Anna Maria – Eine Frau geht ihren Weg mit Uschi Glas in der Titelrolle. Daneben ist Münchow als Synchronsprecher von Brendan Fraser, Ice-T und Antonio Banderas tätig. Aufgrund der hohen Stimmähnlichkeit zu Manfred Lehmann wurde Münchow 2014 auf Gérard Depardieu in Welcome to New York besetzt. 2004 erschien sein erstes Kinder-Hörbuch Pfifferling und Schummelmeier nach einem Kinderbuch seiner Eltern Heinz und Vera Münchow. Er hat über 40 Hörspiele (unter anderem Die wundersame Lord Atherton, Sherlock Holmes, Pater Brown und DANGER-Zeitzonen) und die Biografie Licht und Schatten von Abi Ofarim eingelesen. Von 2009/10 arbeitete Münchow auch als Talkmaster in der BR-alpha Talkshow alpha FORUM.
Münchow hat drei Kinder. Benjamin und Antonia (seine Kinder mit Sylvia Krupicka) sind ebenfalls als Schauspieler tätig.

## Filmografie (Auswahl)
- 1988: Die Katrin wird Soldat
- 1989: Der Landarzt
- 1990: Derrick – Gefährlicher Weg durch die Nacht
- 1990: Tatort – Bis zum Hals im Dreck
- 1991: Der Alte – Der Anschlag
- 1991: Derrick – Offener Fall
- 1991: Keep on Running
- 1992: Ein Schloß am Wörthersee
- 1992: Tatort – Kainsmale
- 1992: Wildbach
- 1992: Der Alte – Ein schlimmes Ende
- 1992: Derrick – Störungen in der Lust zu Leben
- 1993: Anna Maria – Eine Frau geht ihren Weg
- 1993: Derrick – Nach 8 langen Jahren
- 1995: Die Tunnelgangster von Berlin
- 1996: Der Alte – Schlüssel zum Mord
- 1997: Rosamunde Pilcher – Der Preis der Liebe
- 1998: Höllische Nachbarn – Swingerclub
- 1998: Sylvia – Eine Klasse für sich
- 1998: T.V. Kaiser
- 1999: Lindenstraße
- 2000: Der Alte – Ich habe nicht geschossen
- 2002: Dirty Sky
- 2009: Der Staat ist für den Menschen da
- 2009: Der Gewaltfrieden
- 2010: Beredtes Schweigen
- 2010: Eine Couch für alle
- 2010: Der Film deines Lebens
- 2011: Konterrevolution – Der Kapp-Lüttwitz-Putsch 1920
- 2012: Die Reichsgründung
- 2012: Die nervöse Großmacht
- 2013: SoKo München
- 2013: Die Frauen der Wikinger
- 2013: Wir, Geiseln der SS
- 2014: Father Rupert Mayer
- 2016: Leningrad Symphonie
- 2017: Die Liebe deines Lebens
- 2018: Eine Schachtel voll Schuld
- 2019: Sztynort 1935
- 2019: WaPo Berlin
- seit 2021: Großstadtrevier
- 2023: SOKO Wismar – Tiefe Wasser

## Synchronrollen (Auszug)
Raymond Cruz
- 1996: Alien – Die Wiedergeburt als Distephano
- 1996: Mörderischer Tausch als Joey Six

Philip Seymour Hoffman
- 1991: Kreuzfahrt vor Manhattan als Klutch
- 1998: Patch Adams als Mitch
- 2000: State and Main als Joe White

Antonio Banderas
- 1989: La Blanca Paloma – Die weiße Taube
- 1993: Das Geisterhaus als Pedro Tercero García
- 1994: Interview mit einem Vampir als Armand
- 1994: Von Liebe und Schatten
- 1995: Miami Rhapsody als Antonio
- 1995: Four Rooms als Man

Brendan Fraser
- 1994: Airheads als Chester „Chazz“ Darvey
- 1999: Die Mumie als Richard „Rick“ O’Connell
- 2000: Teuflisch als Elliot Richards/ Jefe/ Mary
- 2001: Die Mumie kehrt zurück als Richard „Rick“ O’Connell
- 2002: Der Stille Amerikaner als Alden Pyle
- 2004: L.A. Crash als Bezirksstaatsanwalt Rick Cabot
- 2004–2005: Scrubs – Die Anfänger (Fernsehserie) als Ben Sullivan
- 2008: Die Mumie: Das Grabmal des Drachenkaisers als Richard „Rick“ O’Connell
- 2008: Die Reise zum Mittelpunkt der Erde als Prof. Trevor Anderson
- 2008: Tintenherz als Mo ‘Silvertongue’ Folchart
- 2009: G.I. Joe – Geheimauftrag Cobra als Sergeant Stone
- 2010: Ausnahmesituation als John Crowley
- 2010: Reine Fellsache als Dan Sanders
- 2011: Whole Lotta Sole – Raubfischen in Belfast als Joe Maguire
- 2013: Breakout als Jack
- 2013: Gangster Chronicles als Ricky
- 2013: Gimme Shelter als Tom Fitzpatrick
- 2013: iLove – geloggt, geliked, geliebt als Tony
- 2014: Operation: Nussknacker – Auf die Nüsse, fertig, los! als Grayson
- 2018: Condor als Nathan Fowler
- 2018: Trust als Fletcher Chace
- 2019: The Affair als John Gunther
- 2019: The Poison Rose – Dunkle Vergangenheit als Dr. Miles Mitchell
- 2019: Doom Patrol als Cliff Steele / Robotman
- 2020: Professionals (Fernsehserie) als Peter Swann
- 2021: No Sudden Move als Jones
- 2023: The Whale als „Charlie“

### Filme
- 1995: Die Gaspards – Gérard Depardieu als Briefträger
- 1995: Crossing Guard – Es geschah auf offener Straße – David Morse als John
- 1996: Lone Star – Matthew McConaughey als Sheriff Buddy Deeds
- 1997: Speed 2 – Jason Patric als Officer Alex Shaw
- 1997: Gridlock’d – Voll drauf! – Tupac Shakur als Ezekiel „Spoon“ Whitmore
- 1999: Big Daddy – Adam Sandler als Sonny Koufax
- 2002: Armitage III – Dual Matrix – Jouji Nakata als Colonel Strings
- 2003: Welcome to the Jungle – Stephen Bishop als Brian Knappmiller
- 2004: Slayers Perfect als Joyrock (Dämon)
- 2008: Transporter 3 – Timo Dierkes als Otto
- 2010: Kiss & Kill – Rob Riggle als Henry
- 2019: The Irishman – Robert Funaro als Johnny

### Serien
- 2003: Hellsing – Jouji Nakata als Alucard
- 2006: Hellsing Ultimate The Dawn – Alucard
- 2007: Trinity Blood als Alfred Meinz
- 2007: .hack//Sign – Isshin Chiba als Ginkan
- 2006–2012: Hellsing Ultimate – Jouji Nakata als Alucard
- 2013–2014: Die Legende von Korra – James Remar als Tonraq
- seit 2013: Chicago Fire – Christian Stolte als Mouch
- 2015: One Punchman – Unshou ISHIZUKA als „Käfer des Gemetzels'“
- seit 2017: Youjo Senki – Tesshō Genda als Kurt von Rudersdorf
- 2018–2020: Mayans M.C. – Raoul Trujillo als Che „Taza“ Romero
- seit 2020: One Piece als Kaido
- seit 2021: JoJo’s Bizarre Adventure: Battle Tendency/Stardust Crusaders/Diamond is Unbreakable als Joseph Joestar

### Videospiele
- 2001: Desperados: Wanted Dead or Alive als John Cooper
- 2003: Star Wars Jedi Knight: Jedi Academy als Rax Joris
- 2003: Dynasty Warriors 4 als Lu Bu
- 2004: Samurai Warriors als Goemon Ishikawa, Neuer Offizier (männlich)
- 2005: Fable: The Lost Chapters als Messer-Jack
- 2005: Legend of Kay als Leibwächter
- 2006: Desperados 2: Cooper’s Revenge als John Cooper
- 2007: Clive Barker’s Jericho als Frank Delgado
- 2010: Lego: Die Abenteuer von Clutch Powers als Brick
- 2010: Mafia II als Joe Barbaro
- 2009, 2012, 2019: Borderlands 1, 2, 3 als Brick
- 2012: Guild Wars 2 (diverse Storycharaktere)
- 2015: Assassin’s Creed Syndicate als Maxwell Roth
- 2016: Tom Clancy’s The Division als Captain Roy Benitez
- 2017: League of Legends als Kayn
- 2018: Detroit: Become Human als Hank Anderson